# 발레리 치비네예우

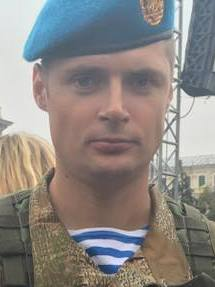
발레리 치비네예우 (2016년 모습)

발레리 빅토로비치 치비네예우(우크라이나어: Валерій Вікторович Чибінєєв, 1988년 3월 3일 ~ 2022년 3월 3일)는 우크라이나의 저격수로 제79 공습여단 저격수 중대 사령관을 역임했다. 돈바스 전쟁에 참전했으며, 아우디이우카에서 전투 임무를 수행한 공로로 2016년에 금성훈장(우크라이나 영웅)을 받았다. 34번째 생일에 치비네예우는 러시아의 우크라이나 침공 당시 호스토멜 전투에서 사망했다.